# Pandora bibionis
Pandora bibionis är en svampart som beskrevs av Z.Z. Li, B. Huang & M.Z. Fan 1997. Pandora bibionis ingår i släktet Pandora och familjen Entomophthoraceae.   Inga underarter finns listade i Catalogue of Life.